# Големи Коњари
Големи Коњари (мкд. Големо Коњари) су насеље у Северној Македонији, у јужном делу државе. Големи Коњари припадају општини Прилеп.

## Географија
Насеље Големи Коњари је смештено у јужном делу Северне Македоније. Од најближег већег града, Прилепа, насеље је удаљено 8 km западно.
Големи Коњари се налазе у средишњем делу Пелагоније, највеће висоравни Северне Македоније. Село је смештено у средишњем делу поља, а најближа планина је Трескавац, 10 km североисточно. надморска висина насеља је приближно 610 метара.
Клима у насељу је континентална.

## Историја
Овде су 1921. досељени Далматинци из Кистања.

## Становништво
По попису становништва из 2002. године, Големи Коњари су имали 699 становника.
Претежно становништво у насељу су етнички Македонци (100%).
Већинска вероисповест у насељу је православље.